# Tái chế hạt nhân
Tái chế hạt nhân là sự tách biệt hóa học của các sản phẩm phân hạch và urani không sử dụng khỏi nhiên liệu hạt nhân đã qua sử dụng. Ban đầu, quá trình tái chế chỉ được sử dụng để chiết xuất plutoni để sản xuất vũ khí hạt nhân. Với việc thương mại hóa năng lượng hạt nhân, plutoni đã qua xử lý lại được tái chế thành nhiên liệu hạt nhân MOX cho các lò phản ứng nhiệt. Urani tái chế, còn được gọi là nguyên liệu đã qua sử dụng, về nguyên tắc cũng có thể được tái sử dụng làm nhiên liệu, nhưng điều đó chỉ tiết kiệm khi nguồn cung cấp uranium thấp và giá cao.  Lò phản ứng giống không bị hạn chế sử dụng plutoni và urani tái chế. Nó có thể sử dụng tất cả các actinide, khép lại chu trình nhiên liệu hạt nhân và có khả năng nhân năng lượng khai thác từ urani tự nhiên lên khoảng 60 lần.
Quá trình tái chế phải được kiểm soát cao và thực hiện cẩn thận trong cơ sở vật chất tiên tiến bởi nhân viên chuyên môn cao. Các gói nhiên liệu đến địa điểm từ các nhà máy điện hạt nhân (sau khi nguội đi vài năm) được hòa tan hoàn toàn trong bể hóa chất, vốn có thể gây ra nguy cơ ô nhiễm nếu không được quản lý đúng cách. Vì vậy, một nhà máy tái chế phải được coi là một địa điểm hóa chất tiên tiến, chứ không phải là một nhà máy hạt nhân.
Việc tái xử lý nhiên liệu đã qua sử dụng là tương đối đắt so với chu trình nhiên liệu một lần, nhưng việc sử dụng nhiên liệu có thể tăng lên và giảm khối lượng chất thải. Quá trình tái chế nhiên liệu hạt nhân được thực hiện thường xuyên ở Châu Âu, Nga và Nhật Bản. Tại Hoa Kỳ, chính quyền Obama đã lùi lại kế hoạch của Tổng thống Bush về việc tái xử lý quy mô thương mại và quay trở lại chương trình tập trung vào việc tái xử lý các nghiên cứu khoa học liên quan đến tái chế.